# Harlech Tramway
| Harlech Tramway       | Harlech Tramway |
| --------------------- | --------------- |
| Harlech Tramway, 1887 |                 |
| Streckenlänge:        | 0,5 km          |
|                       |                 |

Die Harlech Tramway war eine von Juli 1878 bis 1886 betriebene 550 m lange Pferdeeisenbahn von Harlech in Gwynedd in Wales nach Westen zum Strand.
Die Tramway wurde von Godfrey Morton aus Tremadog verlegt. Der genaue Verlauf und ihre Spurweite sind nicht überliefert, aber sie ist auf einer Ordnance-Survey-Landkarte von 1887 eingezeichnet. Sie startete am Quarry Cottage etwa 600 m südlich des Bahnhofes Harlech der Cambrian Railways und führte über ein Gelände auf dem heute2016 der Royal St. David’s Golfplatz ist. Auf einer anderen Landkarte heißt die Bahnlinie Harlech Quarry. Sie wurde vermutlich vor allem verwendet, um bei Ebbe am Strand liegende Schiffe mit Schiefer der Noddfa Slate Quarry zu beladen, obwohl zu dieser Zeit auch Einrichtungen für Touristen entwickelt wurden, anfangs finanziert durch den Parlamentsabgeordneten der Gegend, Samuel Holland.
Die Bahnlinie ist nicht mit der Harlech Military Railway aus dem Zweiten Weltkrieg identisch, die nördlich von Harlech verlief.